# The Argonauts (film)
The Argonauts è un cortometraggio muto del 1911. Il nome del regista non viene riportato.

## Trama
Rimasti orfani dopo la morte della madre, Bob e Betty cercano di consolarsi a vicenda per la terribile perdita. Il ragazzo, un giorno, legge sul giornale della corsa all'oro e decide di parteciparvi. La sorella, vestita di abiti maschili, lo segue. Sulla nave dove i due si imbarcano, alcuni giocatori di professione in attesa delle proprie vittime puntano la loro attenzione sui due giovani. Durante una partita a poker, Bob viene ferito da Morton, uno dei giocatori. Betty sviene e James Wadsworth, che la soccorre, scopre che quella è una ragazza. La affida allora alle cure di una delle infermiere imbarcate. Bob, dopo quella brutta avventura, decide di lasciare perdere le carte e di dedicarsi al lavoro di cercatore insieme a James. I due, diventati grandi amici, riusciranno alla fine a trovare una vena d'oro. E la loro felicità sarà completata dall'unione tra James e Betty.

## Produzione
Il film fu prodotto dalla Selig Polyscope Company

## Distribuzione
Distribuito dalla General Film Company, il film - un cortometraggio di una bobina - uscì nelle sale cinematografiche statunitensi il 2 gennaio 1911. In Venezuela, prese il titolo di Los argonautas.